# Hunt the wumpus (computerspel)
Hunt the wumpus is een computerspel dat kan worden gezien als een voorloper van de latere adventure-spellen. Het spel werd ontwikkeld door Gregory Yob in BASIC in 1972 of 1973 tijdens zijn studie aan de University of Massachusetts Dartmouth. Het spel werd voor het eerst gepubliceerd in People's Computer Company journal Vol. 2 No. 1 midden 1973 en opnieuw in Creative Computing in oktober 1975. Dit artikel werd later opgenomen in het boek The Best of Creative Computing, Volume 1. Yob ontwikkel later ook een Wumpus 2 en Wumpus 3 met meer vallen en een andere kaart. 
In de tijd van Unix versie 6 werd het spel omgezet naar de programmeertaal C. Een implementatie van Hunt the Wumpus was meestal bijgesloten bij MBASIC, de programmeertaal voor CP/M en een van Microsoft's eerste producten. Het spel werd licht aangepast en uitgebracht voor de Commodore PET onder de naam Twonky. Een versie van het spel kan momenteel nog steeds worden gevonden als BSD package onder de naam "wump". Ook is een soortgelijk spel te vinden op sommige gps-ontvangers.

## Spelbeschrijving
Het spel speelt zich af in een grot met 20 kamers. De oudste versies van het spel werken met tekst, en het is voor de speler handig om tijdens het spel een tekening te maken van de grot waarin het spel zich afspeelde. Latere versies werken met een grafische weergave. Van elke kamer leiden er gangen naar drie andere kamers. In een van de kamers bevindt zich de Wumpus. Loopt de speler die kamer in, dan eet de Wumpus hem op. Sommige kamers hebben geen bodem maar zijn een bodemloze put. Komt de speler in zo'n kamer, dan valt hij in de put en heeft hij verloren.
In andere kamers woont een vleermuis. Komt de speler in zo'n kamer, dan pakt de vleermuis hem op en brengt hem naar een andere kamer, misschien wel een kamer met een bodemloze put of de Wumpus.
De speler weet of er gevaren zijn in een naburige kamer. Vleermuizen zijn op een afstand van één kamer te ruiken en bodemloze putten kunnen ook op die afstand waargenomen worden. De speler weet echter niet in welke richting de put of vleermuis zich bevindt. De Wumpus is zelfs op een afstand van twee kamers te ruiken. Dat is geen voordeel, het is lastiger de Wumpus te lokaliseren dan een put of vleermuis.
De taak van de speler is de Wumpus te doden. Dat doet hij door een pijl af te schieten naar een naburige kamer.
Schiet hij naar de kamer van de Wumpus, dan heeft hij het spel gewonnen. Schiet hij mis, dan zal de Wumpus, ongeacht waar hij zich bevindt, naar een andere kamer lopen - misschien wel naar de kamer waar de speler zich bevindt, en dan wordt de speler opgegeten.